# Imigração sueca nos Estados Unidos
Durante os séculos XIX e início do século XX, cerca de 1,3 milhão de suecos deixaram a Suécia em direção aos Estados Unidos da América. Enquanto a terra da fronteira americana atraía os pobres rurais de toda a Europa, alguns fatores incentivaram especialmente a emigração sueca. A repressão religiosa praticada pela Igreja Estatal Luterana Sueca era amplamente ressentida, assim como o conservadorismo social e o esnobismo da monarquia sueca. O crescimento populacional e as falhas nas colheitas tornaram as condições no campo sueco cada vez mais sombrias. Em contraste, relatos de antigos emigrantes suecos pintavam o Meio-Oeste americano como um paraíso terrestre.
De acordo com Joy K. Lintelman, a migração em massa da Suécia para os Estados Unidos ocorreu em cinco ondas distintas entre as décadas de 1840 e 1920. Dentro desse período, centenas de milhares de emigrantes suecos fizeram sua jornada e se estabeleceram tanto em áreas rurais quanto urbanas dos Estados Unidos. Os fatores que reduziram a migração a um gotejamento foram encontrados em ambos os lados do Atlântico, com restrições à imigração nos Estados Unidos e condições sociais e econômicas melhorando na Suécia sendo os principais fatores.
A migração sueca para os Estados Unidos atingiu o pico nas décadas seguintes à Guerra Civil Americana (1861-1865). Em 1890, o censo dos Estados Unidos relatou uma população sueco-americana de quase 800.000 pessoas. Essas crescentes taxas de emigração causaram grande preocupação na Suécia. No entanto, antes que qualquer reforma pudesse ser feita para evitar um fluxo contínuo de cidadãos suecos fugindo da pátria, a Primeira Guerra Mundial (1914-1918) eclodiu e efetivamente encerrou o processo. A partir do meio da década de 1920, não houve mais uma emigração em massa da Suécia.

## História inicial: o sonho sueco-americano
A Companhia Sueca das Índias Ocidentais estabeleceu uma colônia no rio Delaware em 1638, denominada Nova Suécia. Colenbrander, Koloniale Geschiedenis, 14-15. Uma pequena e efêmera colônia colonial, foi perdida para os holandeses na Nova Holanda em 1655. Até 1656, cerca de 700 colonos suecos e finlandeses haviam migrado para a colônia, dos quais talvez 40% eram finlandeses. O que hoje é o país da Finlândia era então parte da Suécia, e muitos finlandeses haviam migrado para a Suécia propriamente dita, especialmente para Värmland, de onde partiram para a América. Muitos dos finlandeses falavam sueco como primeira língua, e os clérigos que chegaram à Nova Suécia eram todos falantes de sueco. O finlandês aparentemente foi esquecido por volta de 1750; o sueco permaneceu até o final do século XVIII. Embora os suecos geralmente não se considerassem colonizadores, tendo sido poupados dos conflitos sangrentos com os nativos americanos que outros colonos enfrentaram e tendo boas relações com eles, novas pesquisas complicaram essa ideia.
O historiador Hildor Arnold Barton sugeriu que o maior significado da Nova Suécia foi o forte e duradouro interesse pela América que a colônia gerou na Suécia. A América era vista como defensora do liberalismo e da liberdade pessoal, tornando-se um ideal para os suecos liberais. Sua admiração pela América era combinada com a ideia de um passado sueco de Era Dourada com ideais nórdicos antigos. Supostamente corrompidos por influências estrangeiras, os "valores suecos" atemporais seriam recuperados pelos suecos no Novo Mundo. Esse tema permaneceu como fundamental nas discussões suecas e, posteriormente, sueco-americanas sobre a América, embora os valores "atemporais" recomendados tenham mudado ao longo do tempo. Nos séculos XVII e XVIII, os suecos que clamavam por maior liberdade religiosa frequentemente se referiam à América como o símbolo supremo dela. O foco mudou da religião para a política no século XIX, quando cidadãos liberais da hierárquica sociedade de classes sueca admiravam o republicanismo e os direitos civis americanos. No início do século XX, o sonho sueco-americano até abraçava a ideia de um estado de bem-estar responsável pelo bem-estar de todos os seus cidadãos. Por baixo dessas ideias em constante mudança estava presente desde o início a corrente que dominou o final do século XX: a América como símbolo e sonho do individualismo irrestrito.
O debate sueco sobre os Estados Unidos permaneceu principalmente teórico antes do século XIX, uma vez que muito poucos suecos tinham qualquer experiência pessoal do país. A emigração era ilegal e a população era vista como a riqueza das nações. No entanto, a população sueca duplicou de tamanho entre 1750 e 1850, um período de "paz, vacinação e batatas". À medida que o crescimento populacional superou o desenvolvimento econômico, surgiram temores de superpopulação com base na influente teoria populacional de Thomas Malthus. Na década de 1830, as leis contra a emigração foram revogadas.

## Século XIX
Akenson argumenta que tempos difíceis na Suécia antes de 1867 produziram um forte impulso, mas por razões culturais, a maioria dos suecos se recusou a emigrar e permaneceu em seu país. Akenson afirma que o Estado desejava manter sua população alta e:
A necessidade das classes altas por uma mão de obra barata e abundante, a disposição instintiva do clero da igreja estatal em desencorajar a emigração por motivos morais e sociais, e a deferência das classes mais baixas para com a estrutura de poder que pairava sobre elas — tudo isso formava uma arquitetura de hesitação cultural em relação à emigração.

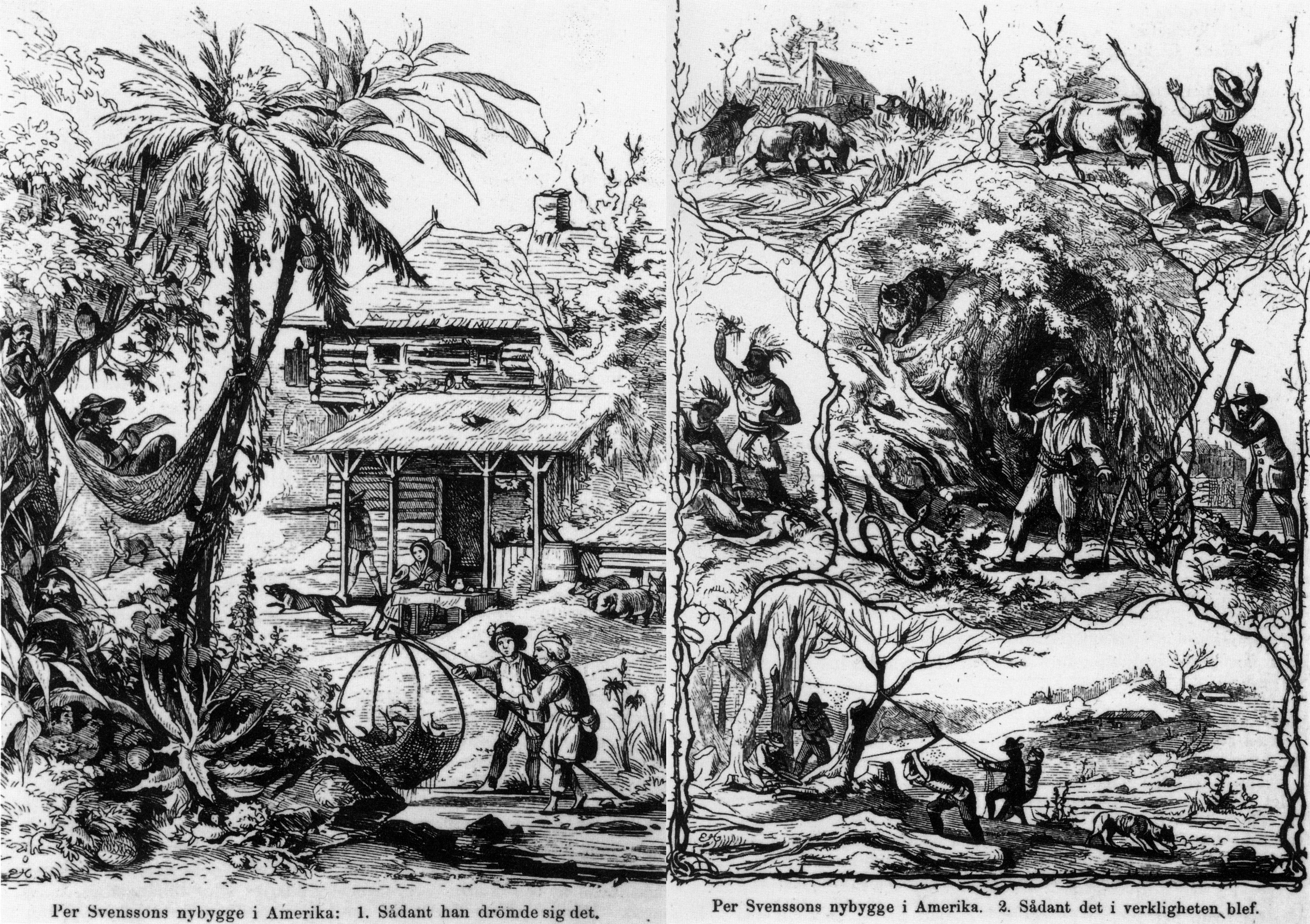
Propaganda anti-emigração sueca, representando o sonho de Per Svensson do idílio americano (esquerda) e a realidade da vida de Per na selva (direita), onde ele é ameaçado por uma onça, uma cobra grande e índios selvagens, vistos escalpelando e eviscerando um homem.

Alguns "desviantes contraculturais" do mainstream deixaram o país e mostraram o caminho. A grave dificuldade econômica da "Grande Deprivação" de 1867 a 1869 finalmente superou a relutância e abriu as comportas para criar uma "cultura de emigração".

### Emigração em massa europeia: fatores de "empurrar" e "atrair"
A emigração em massa europeia para os Estados Unidos teve início na década de 1840, na Grã-Bretanha, Irlanda e Alemanha. Isso foi seguido por uma onda crescente após 1850 na maioria dos países do norte da Europa e, por sua vez, na Europa Central e Meridional. As pesquisas sobre as forças por trás dessa emigração em massa europeia têm se baseado em métodos estatísticos sofisticados. Uma teoria que tem sido amplamente aceita é a análise de Jerome, feita em 1926, dos fatores de "empurrar" e "atrair" - os impulsos para emigrar gerados pelas condições na Europa e nos Estados Unidos, respectivamente. Jerome constatou que as flutuações na emigração apresentavam maior correlação com os desenvolvimentos econômicos nos EUA do que na Europa, e deduziu que a atração era mais forte que o impulso. As conclusões de Jerome foram contestadas, mas ainda são a base de muitos estudos sobre o assunto.
Os padrões de emigração nos países nórdicos – Finlândia, Suécia, Noruega, Dinamarca e Islândia – mostram variações impressionantes. A emigração em massa nórdica começou na Noruega, que manteve a maior taxa ao longo do século. A emigração sueca teve início no início da década de 1840 e teve a terceira maior taxa em toda a Europa, depois da Irlanda e Noruega. A Dinamarca teve uma taxa de emigração consistentemente baixa, enquanto a Islândia começou tarde, mas logo atingiu níveis comparáveis aos da Noruega. A Finlândia, cuja emigração em massa só começou no final da década de 1880, e na época fazia parte do Império Russo, geralmente é classificada como parte da onda do leste europeu.

### Atravessar o Atlântico

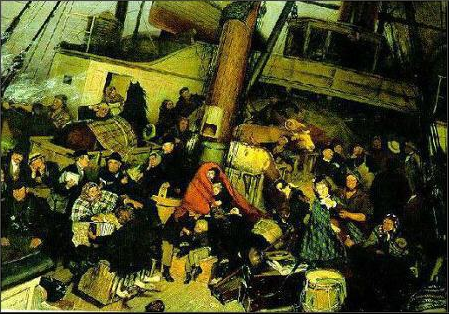
Os Emigrantes, de Knut Ekwall (1843-1912), representa a visão do artista sobre como poderia ser a experiência transatlântica do século XIX

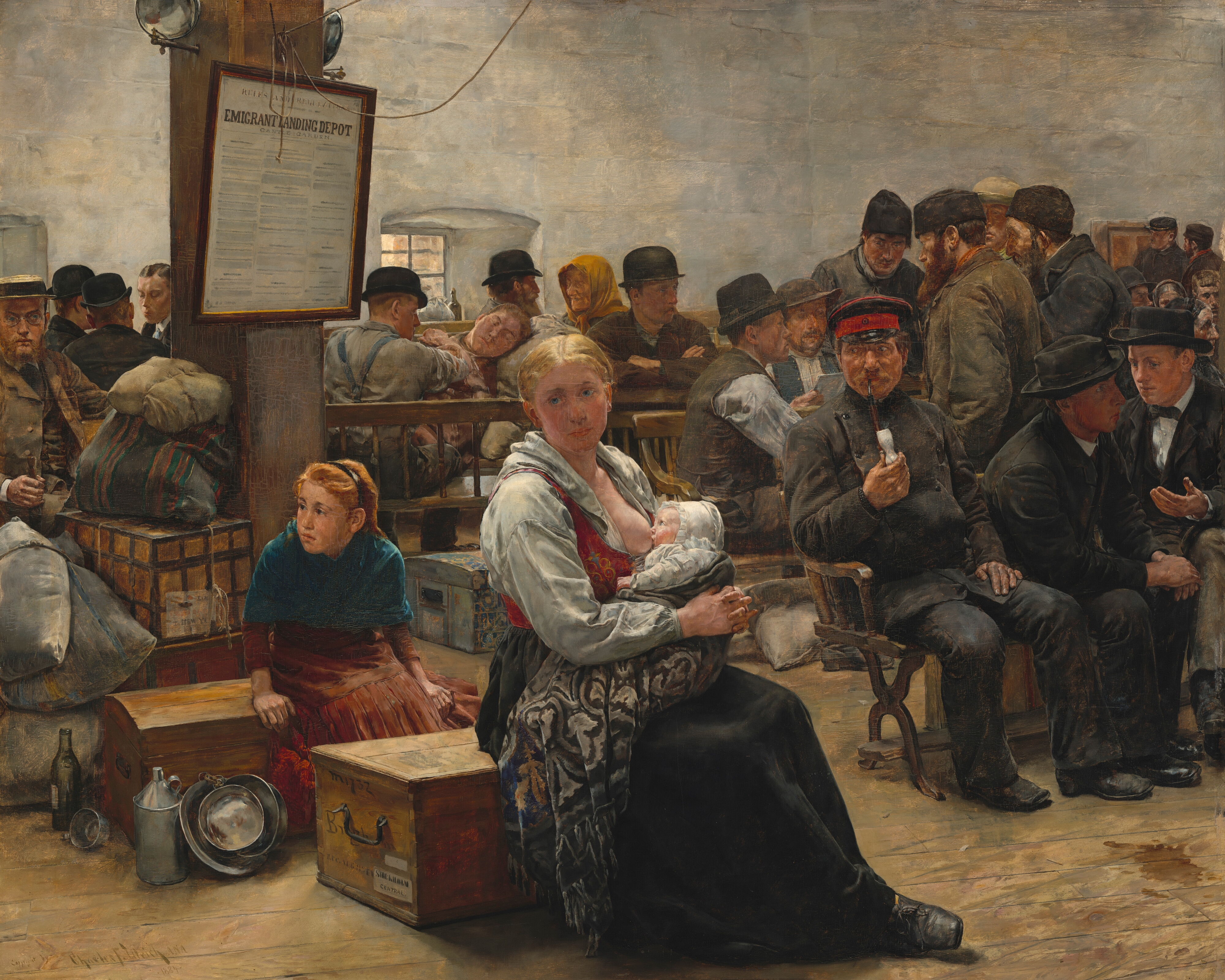
Em Terra de Promessa, Castle Garden, 1884, por Charles Frederic Ulrich, mostra o Depósito de Desembarque de Emigrantes em Manhattan

Os primeiros emigrantes europeus viajavam nos porões de navios de carga a vela. Com o advento da era do vapor, foi estabelecido um eficiente mecanismo de transporte transatlântico de passageiros no final dos anos 1860. Ele era baseado em enormes navios oceânicos operados por linhas de transporte internacionais, como Cunard, White Star e Inman. A velocidade e capacidade dos grandes navios a vapor significavam que as passagens se tornaram mais baratas. Das cidades portuárias suecas de Estocolmo, Malmö e Gotemburgo, empresas de transporte operavam várias rotas, algumas delas com estágios iniciais complexos, consequentemente, uma jornada longa e desafiadora por terra e mar. Assim, as agências de transporte do norte da Alemanha dependiam do serviço regular de navios a vapor entre Estocolmo e Lübeck para levar os emigrantes suecos a Lübeck e, a partir daí, utilizar os serviços ferroviários alemães para levá-los a Hamburgo ou Bremen. Lá, eles embarcariam em navios com destino aos portos britânicos de Southampton e Liverpool e fariam a troca para um dos grandes transatlânticos com destino a Nova Iorque. No entanto, a maioria dos emigrantes suecos viajava de Gotemburgo para Hull, no Reino Unido, em embarcações dedicadas da Wilson Line, seguindo de trem pelo Reino Unido até Liverpool e os grandes navios.
Durante o final do século XIX, as principais companhias de navegação financiavam agentes de emigração suecos e pagavam pela produção de grandes quantidades de propaganda de emigração. Grande parte desse material promocional, como folhetos, era produzido por promotores de imigração nos Estados Unidos. A propaganda e a publicidade feitas pelos agentes das companhias de transporte eram frequentemente responsabilizadas pela emigração pela conservadora classe governante sueca, que ficava cada vez mais alarmada ao ver a força de trabalho agrícola deixar o país. Era um clichê sueco do século XIX culpar a queda dos preços das passagens e a propaganda pró-emigração do sistema de transporte pela febre da emigração, mas historiadores modernos têm visões divergentes sobre a importância real desses fatores. Brattne e Åkerman examinaram as campanhas publicitárias e os preços das passagens como uma possível terceira força entre o impulso e a atração. Eles concluem que nem a propaganda nem os preços tiveram qualquer influência decisiva na emigração sueca. Embora as empresas ainda se recusem, até 2007, a abrir seus arquivos para pesquisadores, as fontes limitadas disponíveis sugerem que os preços das passagens caíram na década de 1880, mas permaneceram em média artificialmente altos devido a cartéis e fixação de preços. Por outro lado, H. A. Barton afirma que o custo da travessia do Atlântico diminuiu drasticamente entre 1865 e 1890, encorajando os suecos mais pobres a emigrar. A pesquisa de Brattne e Åkerman mostrou que os folhetos enviados pelos agentes das companhias de transporte aos emigrantes em potencial não celebravam tanto as condições no Novo Mundo, mas simplesmente enfatizavam o conforto e as vantagens da empresa em particular. As descrições da vida na América eram sinceras, e os conselhos gerais aos emigrantes eram breves e factuais. A publicidade nos jornais, embora muito comum, tendia a ser repetitiva e estereotipada em seu conteúdo.

### Meio do século XIX

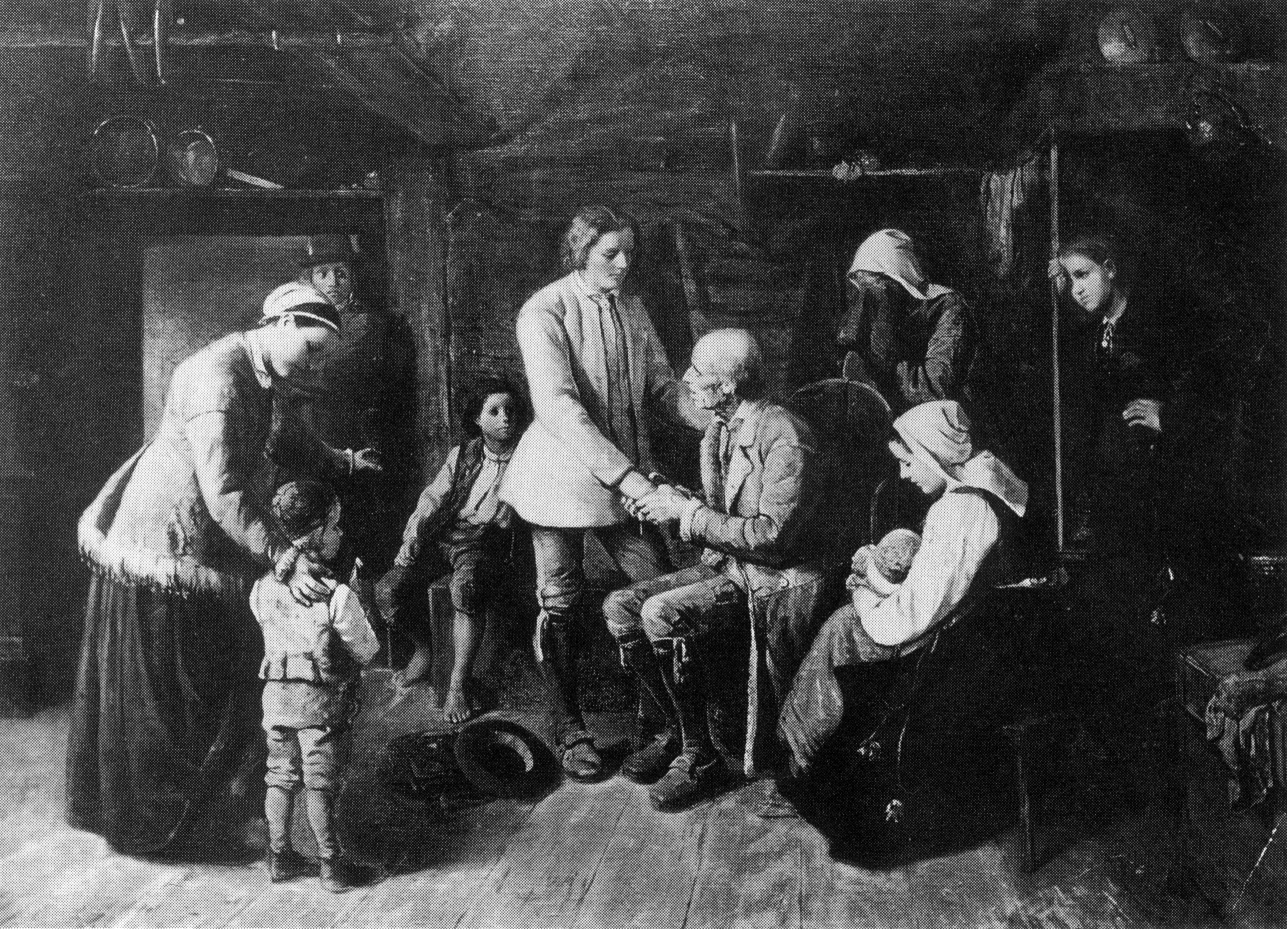
Os Emigrantes, por S. V. Helander (1839-1901): um jovem agricultor se despede de forma sóbria de amigos e parentes

A grande migração em massa sueca começou na primavera de 1841 com a partida de Gustaf Unonius (1810-1902), graduado da Universidade de Uppsala, juntamente com sua esposa, uma empregada doméstica e dois estudantes. Esse pequeno grupo fundou um assentamento chamado New Upsala no condado de Waukesha, Wisconsin, e começou a desbravar a terra selvagem, cheio de entusiasmo pela vida na fronteira em "um dos vales mais bonitos que o mundo pode oferecer". Embora Unonius acabasse ficando desiludido com a vida nos Estados Unidos e retornasse à Suécia, seus relatos enaltecendo a vida pioneira simples e virtuosa, publicados no jornal liberal Aftonbladet, já haviam começado a atrair suecos em direção ao oeste.
O aumento do êxodo sueco foi causado por condições econômicas, políticas e religiosas que afetavam principalmente a população rural. A Europa estava sofrendo uma depressão econômica. Na Suécia, o crescimento populacional e as repetidas falhas nas colheitas estavam tornando cada vez mais difícil sobreviver nas pequenas parcelas de terra das quais pelo menos três quartos da população dependiam. As condições rurais eram especialmente sombrias na província de Småland, rochosa e implacável, que se tornou o coração da emigração. O Meio-Oeste Americano era um antípoda agrícola de Småland, pois, segundo Unonius relatou em 1842, "mais do que qualquer outro país do mundo, se aproxima do ideal que a natureza parece ter destinado para a felicidade e o conforto da humanidade". As terras da pradaria no Meio-Oeste eram amplas, férteis e de propriedade do governo. A partir de 1841, elas eram vendidas a posseiros por $1,25 por acre (equivalente a $33 por acre ou $82/ha em 2021), seguindo o Ato de Pré-Emptação de 1841 (posteriormente substituído pelo Ato de Posse de Terra). A terra barata e fértil de Illinois, Iowa, Minnesota e Wisconsin era irresistível para os camponeses europeus sem terra e empobrecidos. Também atraía agricultores mais estabelecidos.[carece de fontes?]
A liberdade política da república americana exerceu um atrativo semelhante. Os camponeses suecos eram alguns dos mais alfabetizados da Europa e, consequentemente, tinham acesso às ideias europeias igualitárias e radicais que culminaram nas Revoluções de 1848. O confronto entre o liberalismo sueco e um regime monarquista repressivo despertou a consciência política entre os desfavorecidos, muitos dos quais buscavam nos Estados Unidos a realização de seus ideais republicanos.[carece de fontes?]
Os praticantes religiosos dissidentes também ressentiam amplamente o tratamento que recebiam da Igreja Estatal Luterana por meio do Ato Conventicle. Conflitos entre adoradores locais e as novas igrejas eram mais explosivos no campo, onde grupos pietistas dissidentes eram mais ativos e estavam mais diretamente sob a vigilância das autoridades locais e do pároco. Antes que igrejas não-luteranas obtivessem tolerância em 1809, medidas repressivas contra formas ilegais de culto e ensinamento frequentemente levavam grupos inteiros de pietistas e pietistas radicais a deixarem a Suécia juntos, com a intenção de formar suas próprias comunidades espirituais na nova terra. O maior contingente de tais dissidentes, com 1.500 seguidores de Eric Jansson, partiu no final da década de 1840 e fundou uma comunidade em Bishop Hill, Illinois. Batistas, incluindo o exilado Fredrik Olaus Nilsson e os pregadores Gustaf Palmquist e Anders Wiberg, iniciaram igrejas batistas no Meio-Oeste. Os Mission Friends, que emigraram na década de 1860, mais tarde fundaram as denominações Evangelical Free Church e Evangelical Covenant Church. Luteranos, como Lars Paul Esbjörn, influenciados pelo pietismo e metodismo, e sentindo que foram negadas oportunidades de avanço na igreja por causa disso, também encontraram novas oportunidades nos Estados Unidos. Lá, ele se tornou um dos fundadores da Igreja Luterana Evangélica de Augustana. Pioneiros metodistas suecos, como Victor Witting, começaram a emigrar na década de 1840. Convertidos mórmons também encontraram liberdade religiosa nos Estados Unidos.
O primeiro guia do emigrante sueco foi publicado já em 1841, no ano em que Unonius partiu, e nove guias foram publicados entre 1849 e 1855. Grupos significativos de lenhadores e mineradores de ferro foram recrutados diretamente por agentes das empresas na Suécia. Também surgiram agentes recrutando construtores para ferrovias americanas, sendo o primeiro em 1854, buscando trabalhadores para a Illinois Central Railroad.
A elite sueca desaprovava intensamente a emigração. Vista como uma diminuição da força de trabalho e como um ato desafiador entre as classes mais baixas, a emigração alarmava tanto as autoridades espirituais quanto as seculares. Muitos diários e memórias de emigrantes apresentam uma cena emblemática em que o clero local adverte os viajantes sobre o risco de perderem suas almas entre hereges estrangeiros. A imprensa conservadora descrevia os emigrantes como carentes de patriotismo e fibra moral: "Nenhum trabalhador é mais preguiçoso, imoral e indiferente do que aqueles que imigram para outros lugares". A emigração foi denunciada como uma "mania" ou "craze" irracional, implantada em uma população ignorante por "agentes externos". A imprensa liberal retrucou que os "lacaios do monarquismo" falhavam em levar em conta as condições miseráveis no campo sueco e o atraso das instituições econômicas e políticas suecas. "Sim, a emigração é realmente uma 'mania'", escreveu sarcasticamente o jornal liberal Göteborgs Handels- och Sjöfartstidning, "A mania de querer se alimentar depois de trabalhar até a fome! A loucura de querer sustentar a si mesmo e sua família de maneira honesta!"
A grande fome sueca de 1867-1869, causada por anos consecutivos de clima chuvoso e seco, seguidos por um ano de epidemias em massa, levou à migração para os Estados Unidos de 60.000 suecos durante esse período - o início da grande migração. Outro fator contribuinte foi a pobreza da Suécia do século 19, agravada pelas soluções abusivas praticadas para complementar a rigorosa Regulação de Assistência aos Pobres de 1871, como o rotegång, o leilão de indigentes e os leilões de crianças.

### Fim do século XIX

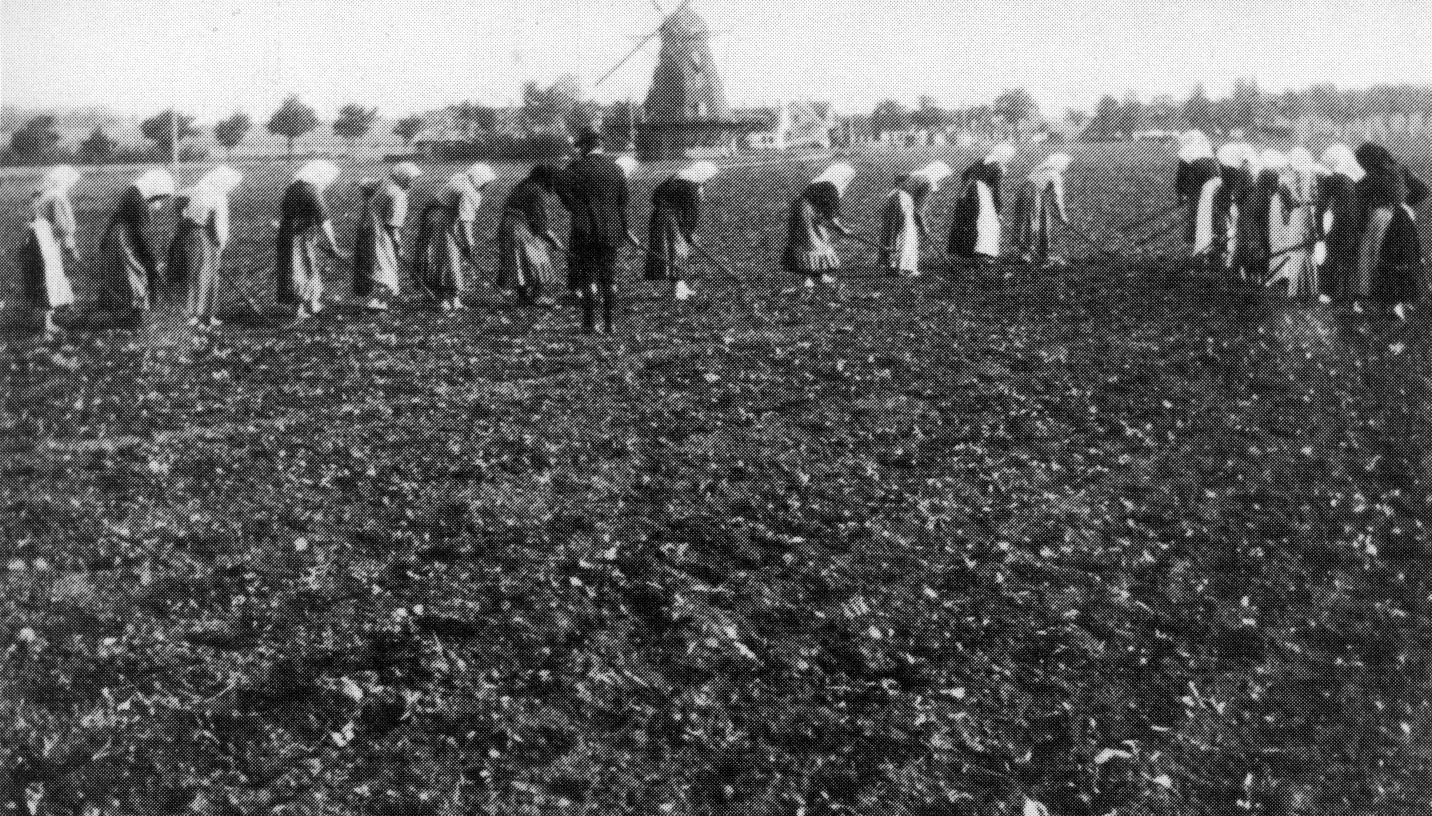
Mulheres trabalhadoras em uma plantação de beterraba açucareira sueca do final do século XIX. A produção de açúcar permaneceu não mecanizada e intensiva em mão de obra, com baixos salários ao longo do século XIX, alimentando o sonho dos trabalhadores de oportunidades americanas e maquinário agrícola moderno

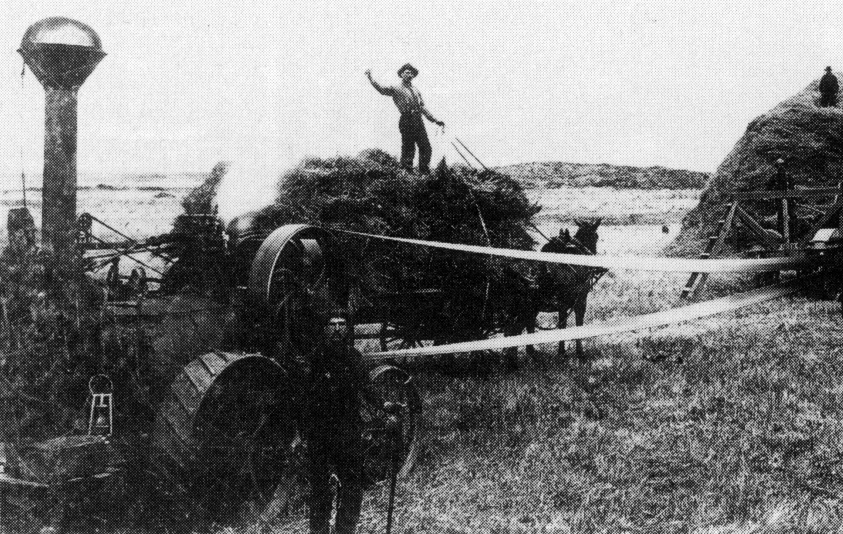
Máquina debulhadora movida a vapor perto de Hallock, Minnesota, 1882

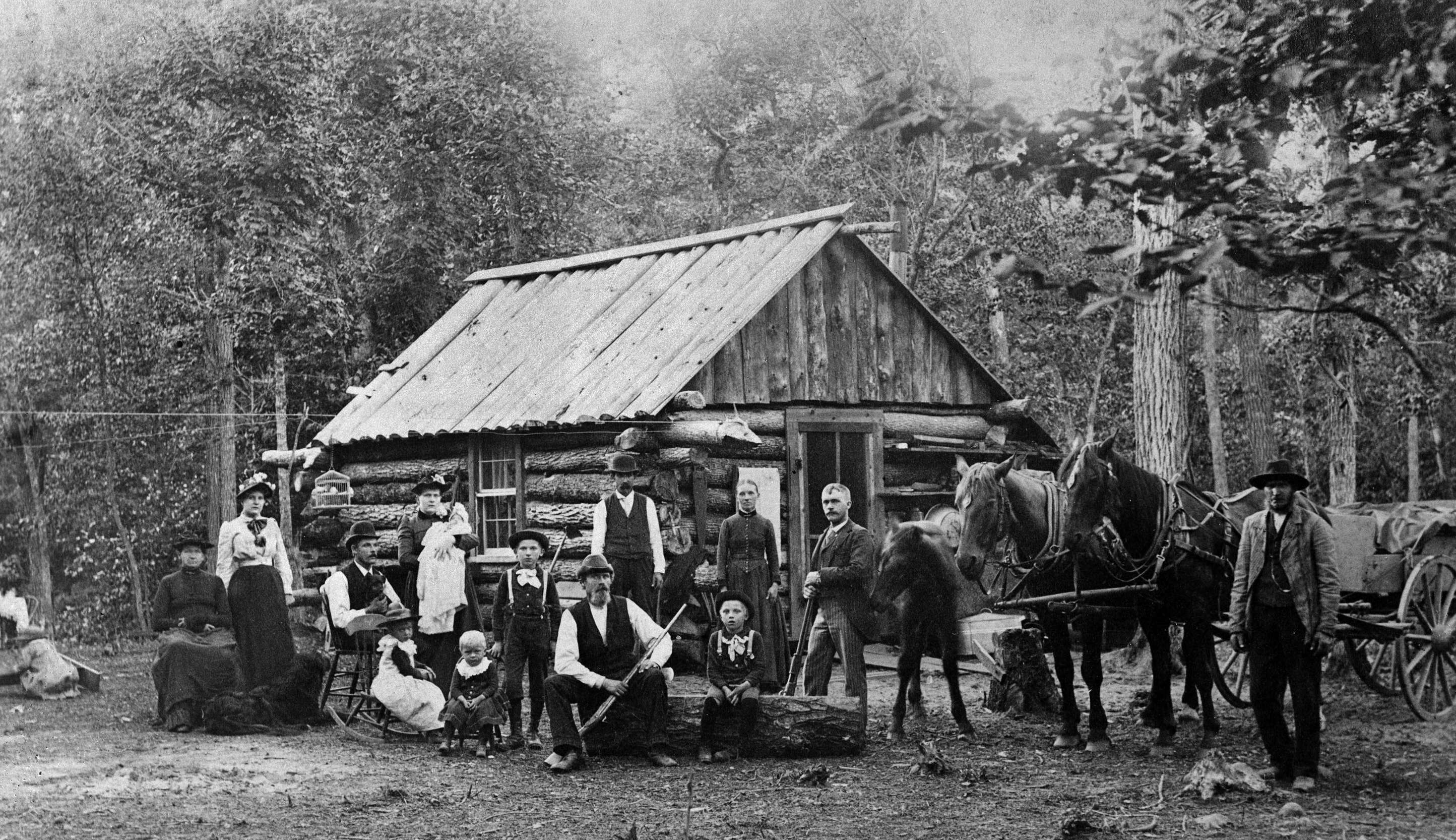
Imigrantes suecos em Rush City, Minnesota, em 1887. Olof Olsson emigrou de Nerikes kil em 1880

A emigração sueca para os Estados Unidos atingiu o auge no período de 1870 a 1900. Estima-se que em 1865 a comunidade sueco-americana tinha cerca de 25.000 pessoas, número que logo foi superado pela imigração sueca anual. Em 1890, o censo dos Estados Unidos relatou uma população sueco-americana de quase 800.000 pessoas, com o pico da imigração em 1869 e novamente em 1887. A maioria desse influxo se estabeleceu no Norte. A grande maioria deles eram camponeses no país de origem, sendo afastados da Suécia por colheitas desastrosas e atraídos para os Estados Unidos pelas terras baratas resultantes do Homestead Act de 1862. A maioria dos imigrantes se tornou pioneiros, limpando e cultivando as terras virgens do Meio-Oeste e estendendo os assentamentos pré-Guerra Civil para o oeste, até Kansas e Nebraska. Uma vez que comunidades agrícolas suecas significativas se formaram nas pradarias, o maior estímulo para uma maior migração camponesa veio por meio de contatos pessoais. A icônica "carta da América" para parentes e amigos em casa falava diretamente de uma posição de confiança e histórico compartilhado, causando convicção imediata. No auge da migração, essas cartas familiares da América podiam levar a reações em cadeia que praticamente despovoavam algumas paróquias suecas, dissolvendo comunidades intimamente ligadas que então se reagrupavam no Meio-Oeste.
Outras forças trabalharam para empurrar os novos imigrantes em direção às cidades, especialmente Chicago. De acordo com o historiador Hildor Arnold Barton, o custo de atravessar o Atlântico diminuiu mais da metade entre 1865 e 1890, o que levou a uma contribuição crescente de imigrantes suecos cada vez mais pobres (mas compare com Brattne e Åkerman, ver "Atravessando o Atlântico" acima). Os novos imigrantes eram cada vez mais jovens e solteiros. Com a mudança da imigração em família para a imigração individual, ocorreu uma americanização mais rápida e completa, à medida que jovens solteiros com pouco dinheiro aceitavam qualquer emprego que pudessem conseguir, muitas vezes em cidades. Um grande número, mesmo aqueles que haviam sido agricultores no país de origem, seguiu diretamente para cidades e vilas americanas, vivendo e trabalhando lá até economizarem capital suficiente para se casar e comprar suas próprias fazendas. Uma proporção crescente permaneceu nos centros urbanos, combinando a emigração com a fuga do campo que estava ocorrendo na pátria e em toda a Europa.
As mulheres jovens solteiras, na maioria das vezes, passaram diretamente do trabalho agrícola na Suécia rural para empregos como empregadas domésticas nos Estados Unidos urbanos. "A literatura e a tradição preservaram a imagem muitas vezes trágica da esposa e mãe pioneira imigrante", escreve Barton, "carregando seu fardo de dificuldades, privações e saudades na fronteira indomada... No entanto, o mais característico entre os recém-chegados era a jovem mulher solteira... Como empregadas domésticas na América, elas... eram tratadas como membros das famílias em que trabalhavam e como 'damas' pelos homens americanos, que lhes mostravam uma cortesia e consideração às quais não estavam acostumadas em casa." Elas encontraram emprego facilmente, já que as empregadas escandinavas estavam em alta demanda, e aprenderam o idioma e os costumes rapidamente. As condições de trabalho eram muito melhores do que na Suécia, em termos de salários, horas de trabalho, benefícios e oportunidade de mudar de emprego. Por outro lado, os homens suecos recém-chegados frequentemente eram empregados em grupos de trabalho compostos apenas por suecos. As mulheres jovens geralmente se casavam com homens suecos e, ao se casarem, traziam consigo um entusiasmo pelas maneiras americanas refinadas e elegantes. Muitos elogios admirados foram registrados no final do século XIX sobre a sofisticação e elegância que as simples meninas de fazenda suecas adquiriam em poucos anos e sobre sua aparência inconfundivelmente americana.
Como trabalhadores prontos, os suecos eram geralmente bem recebidos pelos americanos, que frequentemente os destacavam como os imigrantes "melhores". Não houve um nativismo sueco significativo do tipo que atacava os recém-chegados irlandeses, alemães e, especialmente, chineses. O estilo sueco era mais familiar: "Eles não são vendedores ambulantes, nem tocadores de órgão, nem mendigos; eles não vendem roupas prontas nem possuem casas de penhor", escreveu o missionário congregacional M. W. Montgomery em 1885; "eles não procuram abrigo sob a bandeira americana apenas para introduzir e fomentar entre nós... o socialismo, o niilismo, o comunismo... eles se parecem mais com os americanos do que qualquer outro povo estrangeiro".

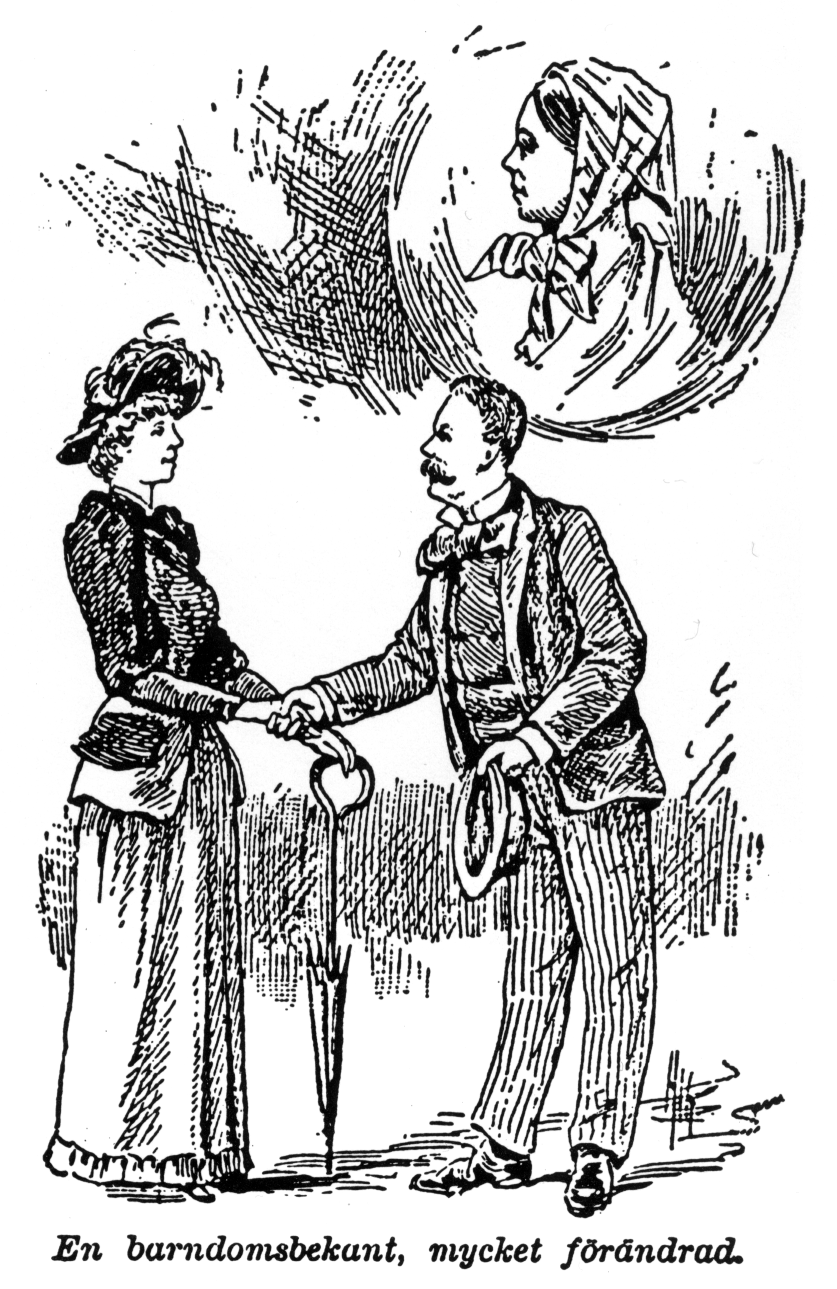
"Uma conhecida de infância, muito mudada": o rápido crescimento em sofisticação das jovens camponesas suecas nos Estados Unidos

Um número de sueco-americanos estabelecidos e de longa data visitou a Suécia na década de 1870, fazendo comentários que oferecem aos historiadores uma visão das contrastantes culturas envolvidas. Um grupo de Chicago fez a viagem na tentativa de voltar a migrar e passar seus últimos anos no país de seu nascimento, mas mudaram de ideia quando confrontados com as realidades da sociedade sueca do século XIX. Desconfortáveis com o que descreveram como a esnobismo social, embriaguez generalizada e vida religiosa superficial do antigo país, eles retornaram prontamente aos Estados Unidos. O visitante mais notável foi Hans Mattson (1832-1893), um dos primeiros colonos de Minnesota que havia servido como coronel no Exército da União e sido secretário de Estado de Minnesota. Ele visitou a Suécia em 1868-69 para recrutar colonos em nome do Conselho de Imigração de Minnesota e novamente na década de 1870 para recrutar para a Northern Pacific Railroad. Ao observar o esnobismo de classe sueco com indignação, Mattson escreveu em suas Memórias que esse contraste era a chave para a grandeza dos Estados Unidos, onde "o trabalho é respeitado, enquanto na maioria dos outros países é desprezado". Ele se divertia sardonicamente com a antiga pompa da monarquia na cerimônia de abertura do Riksdag: "Com todo o respeito às antigas tradições e costumes suecos, não posso deixar de comparar esse espetáculo a um grande circo americano, é claro, sem a coleção de animais".
A primeira visita de recrutamento de Mattson ocorreu imediatamente após temporadas consecutivas de falha nas colheitas em 1867 e 1868, e ele se viu "cercado por pessoas que desejavam me acompanhar de volta para a América". Ele observou que:

 ...as classes trabalhadoras e médias já naquela época tinham uma ideia bastante precisa da América e do destino que aguardava os emigrantes lá; mas a ignorância, o preconceito e o ódio em relação à América e a tudo o que a ela se referia entre a aristocracia, e especialmente os detentores de cargos públicos, eram tão imperdoáveis quanto ridículos. Eles alegavam que tudo na América era farsa, que era o paraíso de canalhas, trapaceiros e patifes, e que nada de bom poderia advir dela.
Um imigrante americano mais recente, Ernst Skarstedt, que visitou a Suécia em 1885, teve a mesma impressão irritante de arrogância da classe alta e antiamericanismo. As classes trabalhadoras, por sua vez, pareciam-lhe grosseiras e degradadas, bebendo pesadamente em público, falando em um fluxo de palavrões, fazendo piadas obscenas na frente de mulheres e crianças. Skarstedt sentiu-se cercado por "arrogância de um lado e servilismo do outro, um desprezo manifesto pelo trabalho servil, um desejo de parecer mais do que se era". Este viajante também ouvia incessantemente a civilização e cultura americana sendo denegridas a partir das profundezas do preconceito da classe alta sueca: "Se, com toda modéstia, eu contasse algo sobre a América, poderia acontecer que em resposta fosse informado de que isso não poderia ser verdade ou que o assunto era melhor compreendido na Suécia".
A emigração sueca diminuiu drasticamente após 1890; a migração de retorno aumentou à medida que as condições na Suécia melhoraram. A Suécia passou por uma industrialização rápida nos anos 1890, e os salários aumentaram, principalmente nos setores de mineração, silvicultura e agricultura. A atração vinda dos Estados Unidos diminuiu ainda mais rapidamente do que o impulso sueco, uma vez que as melhores terras agrícolas foram ocupadas. A comunidade sueco-americana, que antes estava crescendo, passou a se estabelecer e se consolidar, tornando-se cada vez mais americana e menos sueca. No entanto, o novo século trouxe um novo influxo migratório.

### Confusão religiosa
Nos séculos XIX e XX, a Igreja do Estado Luterana apoiou o governo sueco ao se opor tanto à emigração quanto aos esforços do clero para recomendar a sobriedade. Isso chegou a um ponto em que seus sacerdotes eram perseguidos pela igreja por pregarem a sobriedade, e as reações de muitos membros da congregação a isso contribuíram para uma inspiração de deixar o país (o que, no entanto, era contra a lei até 1840).

## Século XX

### Comissão Parlamentar de Emigração 1907-1913

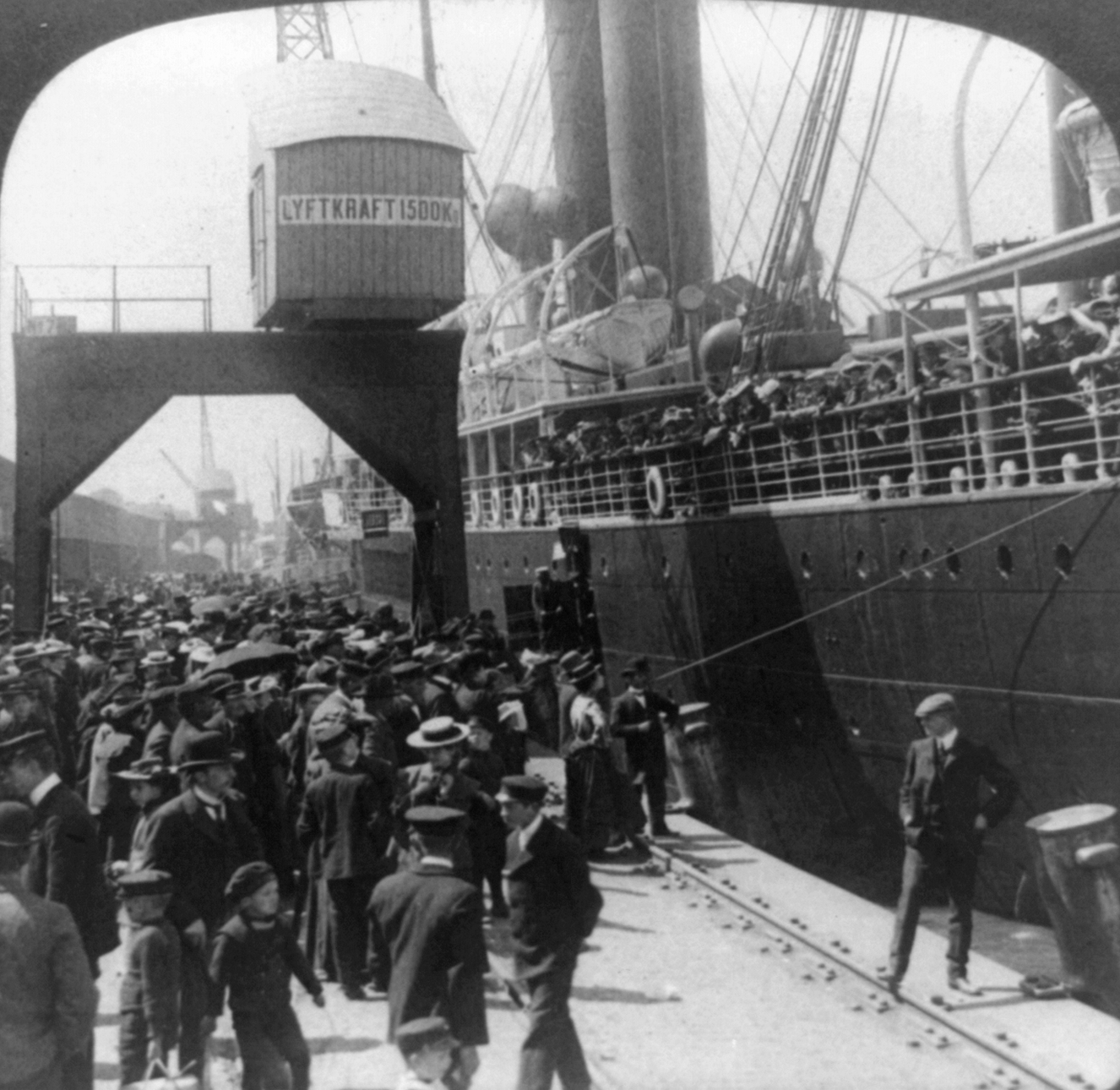
Emigrantes suecos embarcando em um navio em Gotemburgo em 1905

Emigração aumentou novamente no início do século XX, atingindo um novo pico de cerca de 35.000 suecos em 1903. Os números permaneceram altos até a Primeira Guerra Mundial, alarmando tanto os suecos conservadores, que viam a emigração como um desafio à solidariedade nacional, quanto os liberais, que temiam o desaparecimento da força de trabalho necessária para o desenvolvimento econômico. Um quarto de todos os suecos haviam feito dos Estados Unidos o seu lar, e um amplo consenso nacional determinou que uma Comissão Parlamentar de Emigração estudasse o problema em 1907. Encarando a tarefa com o que Barton chama de "minúcia sueca característica", a Comissão publicou sua "Investigação sobre Emigração", incluindo descobertas e propostas, em 21 volumes volumosos. A Comissão rejeitou propostas conservadoras de restrições legais à emigração e, no final, apoiou a linha liberal de "trazer os melhores aspectos da América para a Suécia" por meio de reformas sociais e econômicas. No topo da lista de reformas urgentes estavam o sufrágio masculino universal, melhores moradias e desenvolvimento econômico geral. A Comissão esperava especialmente que uma educação popular mais ampla contrapusesse "diferenças de classe e casta".
A desigualdade de classes na sociedade sueca foi um tema forte e recorrente nas conclusões da comissão. Isso se manifestou como um grande motivador nas 289 narrativas pessoais incluídas no relatório. Esses documentos, de grande valor para pesquisa e interesse humano atualmente, foram enviados por suecos no Canadá e nos Estados Unidos em resposta a solicitações em jornais sueco-americanos. A grande maioria das respostas expressava entusiasmo por sua nova pátria e criticava as condições na Suécia. Experiências amargas de esnobismo de classe sueco ainda incomodavam, mesmo após 40 a 50 anos nos Estados Unidos. Escritores recordavam o trabalho duro, salários miseráveis e a pobreza sombria da vida no campo sueco. Uma mulher escreveu do Dakota do Norte sobre como em sua paróquia natal em Värmland, ela teve que ganhar a vida em lares camponeses desde os oito anos, começando a trabalhar às quatro da manhã e sobrevivendo de "arenque podre e batatas, servidos em pequenas quantidades para que eu não me enfraquecesse". Ela não via "nenhuma esperança de economizar algo em caso de doença", mas via "o asilo de pobres esperando por mim ao longe". Quando ela tinha dezessete anos, seus irmãos emigrados enviaram um bilhete pré-pago para os Estados Unidos, e "soou a hora da liberdade".
O "Inquérito sobre Emigração", de acordo com Franklin D. Scott, teve pouco efeito sobre a emigração. Um ano após a publicação do último volume pela Comissão, a Primeira Guerra Mundial começou e reduziu drasticamente a emigração. Apesar de um leve aumento após a Primeira Guerra Mundial, a Lei de Imigração Americana de 1924 reduziu significativamente as cotas para imigrantes suecos, e até o final da década de 1920, essas cotas nem mesmo eram preenchidas. Barton destaca a implementação rápida de praticamente todas as recomendações da comissão para melhorar as condições na Suécia, desde a industrialização até uma variedade de reformas sociais, e afirma que "suas conclusões devem ter tido um poderoso efeito cumulativo sobre a liderança da Suécia e a opinião pública em geral".

## Sueco-americanos

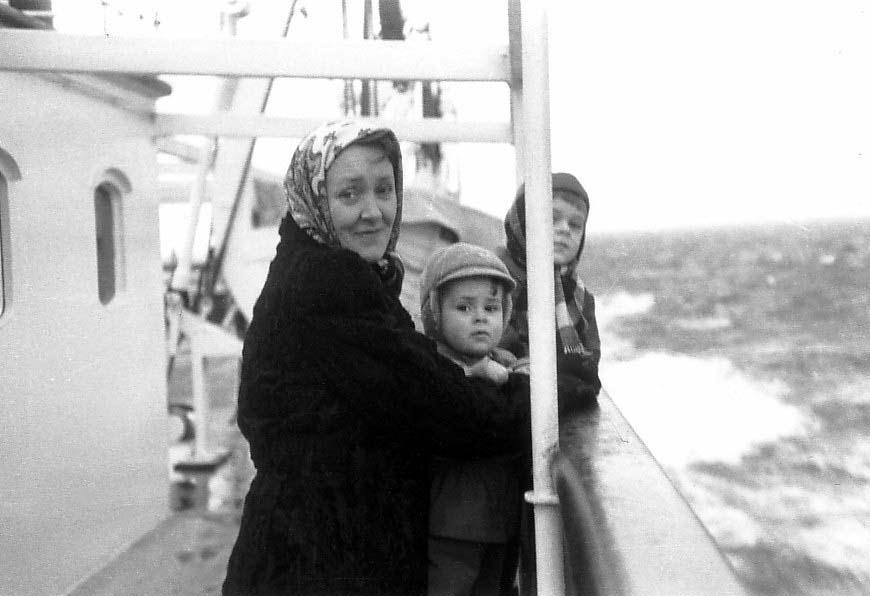
Birgit Ridderstedt e seus filhos pequenos emigrando no meio do Atlântico, com destino a Portland, Maine, e depois para Chicago em 1950

O Meio-Oeste permaneceu o coração da comunidade sueco-americana, mas sua posição enfraqueceu no século XX: em 1910, 54% dos imigrantes suecos e seus filhos viviam no Meio-Oeste, 15% em áreas industriais do Leste e 10% na Costa Oeste. Chicago era efetivamente a capital sueco-americana, abrigando cerca de 10% de todos os sueco-americanos - mais de 100.000 pessoas -, tornando-se a segunda maior cidade sueca do mundo (apenas Estocolmo tinha mais habitantes suecos).
Ao se definirem como suecos e americanos, a comunidade sueco-americana manteve uma fascinação pela terra natal e sua relação com ela. As visitas nostálgicas à Suécia, que haviam começado na década de 1870, continuaram até o século XX, e os relatos dessas viagens eram uma parte importante das ativas empresas editoriais sueco-americanas. Esses relatos testemunham sentimentos complexos, mas cada grupo de viajantes americanos se indignava novamente com o orgulho de classe sueco e com a falta de respeito sueca pelas mulheres. Era com renovado orgulho na cultura americana que eles voltavam para o Meio-Oeste.

Distribuição dos sueco-americanos em 2000 por condado, de acordo com o Censo dos Estados Unidos

No Censo dos Estados Unidos de 2000, cerca de quatro milhões de americanos afirmaram ter raízes suecas. Minnesota continua sendo, por uma ampla margem, o estado com o maior número de habitantes de ascendência sueca - 9,6% da população em 2005.

### Memória
A representação artística mais conhecida da grande migração sueca é a série épica de quatro romances intitulada The Emigrants (1949-1959) de Vilhelm Moberg (1898-1973). Retratando a vida de uma família de emigrantes ao longo de várias gerações, os romances venderam quase dois milhões de cópias na Suécia e foram traduzidos para mais de vinte idiomas. A tetralogia foi adaptada para o cinema por Jan Troell como Os Emigrantes (1971) e The New Land (1972), e serviu de base para o musical Kristina från Duvemåla (1995) composto pelos ex-membros do ABBA, Benny Andersson e Björn Ulvaeus.
Na Suécia, foi fundada em Gotemburgo, o principal porto de emigrantes suecos, em 2004, a "Casa dos Emigrantes" (Emigranternas Hus). O centro possui exposições sobre migração e realiza pesquisas genealógicas. Nos Estados Unidos, existem centenas de organizações ativas de sueco-americanos a partir de 2007, para as quais o Conselho Sueco da América funciona como um grupo guarda-chuva. Há museus sueco-americanos em Filadélfia, Chicago, Minneapolis e Seattle. Cemitérios rurais, como o Cemitério Luterano Sueco de Moline, no centro do Texas, também servem como um valioso registro dos primeiros suecos a chegarem aos Estados Unidos.